# Sébastien Laloo
Pas d'image ? Cliquez ici

a Compétitions nationales et continentales officielles uniquement.

Dernière mise à jour le 19 février 2024.
Sébastien Laloo, né le 8 novembre 1978 à Pau (Pyrénées-Atlantiques), est un joueur de rugby à XV français qui évolue au poste de demi d'ouverture.

## Biographie
Sébastien Laloo termine sa carrière en 2012 avec le Stade rochelais.